# Anglický setr
Anglický setr je psí plemeno náležející do skupiny setrů. Jedná se primárně o lovecké plemeno, nicméně jeho zástupci se uplatní se i v různých dalších činnostech a sportech. Ve starší literatuře se někdy uvádí jako setr Lawerackův.

## Historie
Setři zřejmě pocházejí patrně ze křížení pointera se španěly, ale také francouzskými a španělskými ohaři, jehož cílem bylo zaručit zachování vrozené vlastnosti – vystavování (tj. zastavení před zvěří), která byla známa již z doby před naším letopočtem.
Název „setr“ je z anglického „to set“ – přikrčit, sednout. Takto se uplatňovali setři především v dobách, kdy se zvěř chytala do sítí a lovečtí psi zůstali v této poloze přikryti sítí spolu se zvěří. Poté byli setři chováni pro lovecké vlastnosti bez ohledu na vzhled. Byli využíváni především pro kvalitní „vystavování“ a hledání drobné zvěře (koroptve, křepelky) na velké vzdálenosti. Na aportování zvěře střelené byli používáni spíše španělé a především statnější retrívři.
Plemeno jako takové vyšlechtil reverend Harrison na konci 18. století, šlo mu však spíše o praktické vlastnosti, než o vzhled. Vzhledem setrů a zejména jejich barevnými rázy se začal chov zabývat až od roku 1830. O dnešní podobu anglického setra jako elegantního štíhlého psa se zasloužili Edward Lawerack, který položil základy moderchní chovné linie, a jeho následník Purcell Llewellin. První výstavou, na níž účinkovali angličtí setři, je výstava, která proběhla v Newcastlu 28. ledna 1859.
Setr pocházející z jižní Anglie má bílou barvu s většími či menšími tečkami, stříkanci a plotnami barvy citrónově žluté (lemon belton), oranžové (orange belton), játrově hnědé (liver belton), černé (blue belton) nebo trikolor. Přednost se dává jemně stříkané srsti po celém těle (belton) před velkými barevnými plotnami. Toto zbarvení je dochováno dodnes.

## Stavba těla
Tělo setra je velmi elegantní, mrštné, pokryté krásnou dlouhou hedvábnou srstí. Zezadu na hrudních končetinách jsou vytvořeny „praporce“, na pánevních „kalhoty“ a na ocase „vlajka“. Hlava je dlouhá, nikoli však špičatá nebo úzká, lebka kulatá. Charakteristický je velmi dobře znatelný týlní hrbol a výrazný stop. Oči jsou hnědé, podle zbarvení mohou být i světlejší. Podle standardu se setři řadí mezi střední velikosti plemen, výška psa by měla být v rozmezí 65 až 68 centimetrů v kohoutku, to odpovídá váze 27 – 30 kg, feny jsou menší, 61 – 65 cm s 23 – 28 kg.

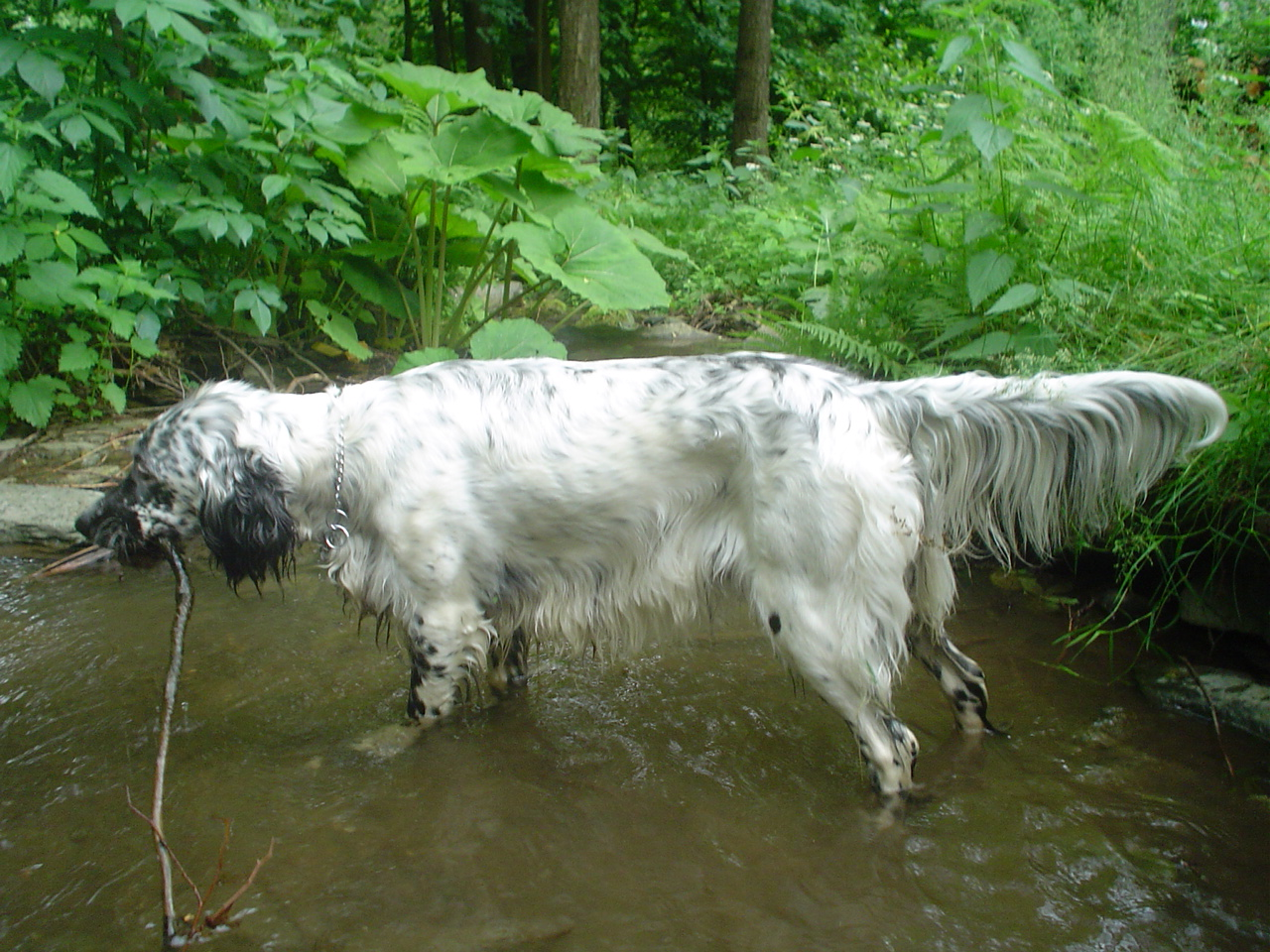
Anglický setr

## Vlastnosti plemene
Setr má hrdé držení těla a pohybuje se elegantně a mrštně, v běhu je na něj nádherný pohled. Často je proto označován za „psího aristokrata“. Vášnivě miluje lov. Má výborně vyvinutý čich, je vytrvalý a spolehlivý. V poli pracuje „s vysokým nosem“, při správném a pevném vedení je dobře ovladatelný, klidný a přesný. Využívá se na poli, ve vodě a v poslední době i v lese, kde se mu též celkem daří, byť lépe je uzpůsoben pro první dvě prostředí. Jeho původnímu stylu práce se ale více podobají soutěže typu Field Trial anglických ohařů – tzv. zkoušky dalekého hledání.
Anglický setr je ze všech setrů nejklidnější, nejsnáze vycvičitelný a miluje děti. Je proto vhodný do rodiny. Hlídá a hlasitým štěkáním upozorňuje na vetřelce, nicméně v jeho případě zpravidla platí pravidlo, že „pes který štěká, nekouše“.
Je živý a plný energie a vyžaduje důsledný výcvik, pevnou ruku a trpělivost. Potřebuje spoustu pohybu, nejlépe při lovu, pokud to není možné, tak spoustu pohybu na volném prostranství a dlouhodobou pozornost a hry, naopak nesnáší nudu a samotu.
Je vhodný jako doprovod při běhání, lze s ním plavat či využívat ho ve „psích sportech“, jako je canicross, bikejorging, skijorging, dogtreking a jiné. Mnozí cvičí svého setra na kynologických cvičištích spolu se služebními psy ve sportovní kynologii (obrana, poslušnost, stopy, nebo také záchranářská činnost). Možné je též např. soutěžit v „Tanci se psem“ či pomáhat starým nebo nemocným lidem a dětem pomocí canisterapie. Jelikož canisterapie ovšem pro psa nepředstavuje dostatečně fyzicky náročné vyžití, je vhodné jej nejprve pořádně unavit. Snáší se dobře s ostatními psy, ale jelikož je to lovecký pes, na jiná domácí zvířata musí být zvykán postupně.

## Zdraví
Setr je zdravé plemeno, které není zatíženo různými nemocemi. Snad jako u většiny plemen jeho velikosti, i u něj se mohou objevit problémy s pohybovým aparátem, konkrétně dysplazie kyčelního či loketního kloubu. Na první zmiňovanou je povinné vyšetření pro přijetí do chovu, vybírejte si tedy štěně po zdravých rodičích, ale podívejte se v rodokmenu i na další generace. Abyste kloubním obtížím předešli, doporučuje se preventivně podávat kloubní výživu, které zajistí kloubům potřebnou péči.